# Hidden Orchestra
Hidden Orchestra — сольный студийный проект мультиинструменталиста, композитора и продюсера Джо Ачесона, чьи альбомы и живые выступления включают приглашённых музыкантов из разных музыкальных кругов. Проект был сформирован в Эдинбурге, в число постоянных участников группы входят Поппи Экройд (скрипка/фортепиано) и барабанщики Тим Лейн и Джейми Грэм.
Ачесон записывает музыкантов по отдельности, а затем объединяет записи в студии, как если бы музыканты были частью оркестра. Он использует полевые записи, бас, барабаны и перкуссию.
Дебютный альбом Hidden Orchestra Night Walks был выпущен в сентябре 2010 года на Tru Thoughts. В нём смешаны элементы джаза, классической музыки, драм-н-бэйса, рока и хип-хопа. Живые инструменты сочетаются с электронными эффектами.
BBC Radio 1 выбрало Night Walks альбомом месяца. В январе 2011 года лейбл Denovali выпустил делюкс-версию альбома на виниле.
В альбоме Archipelago присутствуют зинствования из суфийской музыки, модального джаза, прогрессивного рока, а также пение птиц и звуки ветра. Популярность альбома привела к появлению двух альбомов ремиксов.
Hidden Orchestra написала саундтрек к Creaks, видеоигре, разработанной чешской студией Amanita Design, которая была выпущена в июле 2020 года.

## Дискография
Студийные альбомы
- Night Walks (2010)
- Archipelago (2012)
- Dawn Chorus (2017)
- To Dream Is to Forget (2023)

EP
- Flight (2011)

Ремиксы
- Archipelago Remixes (2013)
- Reorchestrations (Denovali, 2015)
- Wingbeats (2016)
- Dawn Chorus Remix Collection (2018)[1]

Концертные альбомы
- Live at Attenborough Centre for the Creative Arts (2019)

Саундтреки
- Creaks (2020)